# Maluca Mala
Maluca, ou Natalie Ann Yepez, é uma cantora estadunidense. Cresceu no Brooklyn, em New York, filha de pais dominicanos.
Maluca passou a ser conhecida com o single El Tigeraso, lançado em agosto de 2009 pela gravadora Mad Decent. O sucesso da música deu-se pela parceria firmada com o produtor Diplo (que conheceu  num karaoke), responsável pelo sucesso de artistas como a M.I.A..

## Discografia
- El Tigeraso (2009)

## Videografia
- "El Tigeraso" (2009)